# Wenfu, Guangdong
Wenfu (kinesiska: 文福) är en köping i sydöstra Kina. Den ligger i Jiaoling härad i staden Meizhou i provinsen Guangdong, omkring 350 kilometer nordost om provinshuvudstaden Guangzhou. Antalet invånare är 15 662. Befolkningen består av 7 758 kvinnor och 7 904 män. Barn under 15 år utgör 15,0 %, vuxna 15-64 år 72 %, och äldre över 65 år 12,0 %.